# Voie veineuse périphérique

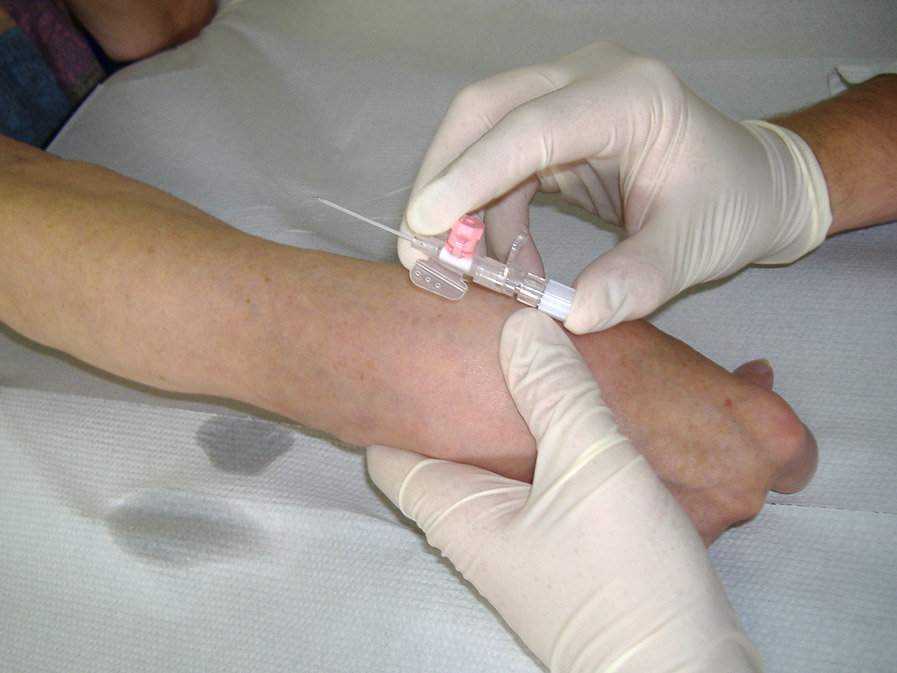
Ponction de la veine au niveau de l'avant bras afin de la cathétériser.

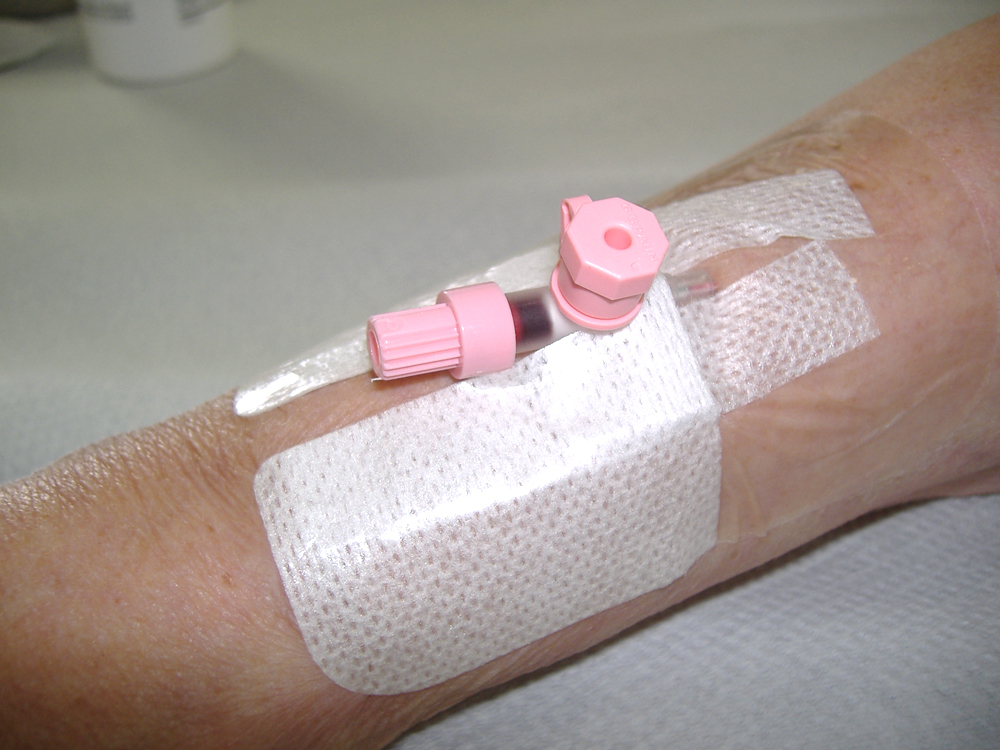
Disposition du pansement de maintien.

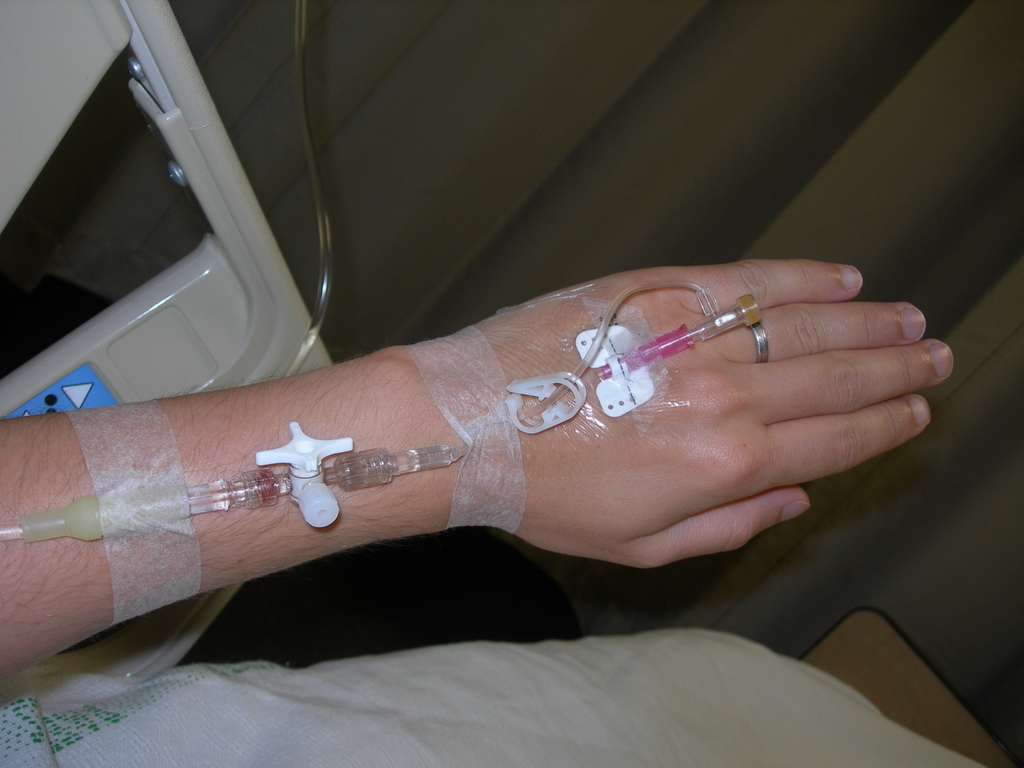
Ensemble d'une ligne de voie veineuse périphérique insérée au niveau de la main.

La voie veineuse périphérique (VVP, selon la liste des abréviations en médecine) est un dispositif médical permettant la mise en place d'un cathéter au niveau d'une veine périphérique (membre supérieur, jugulaire, rarement membre inférieur) afin de perfuser des liquides dans la circulation sanguine générale par voie parentérale (médicaments intraveineux ou encore solutés d'hydratation ou de correction de la volémie notamment).

## Types
Plusieurs types de cathéter pour voie veineuse périphérique sont disponibles et sont répertoriés selon une norme internationale.
| Codes couleur des cathéters | Codes couleur des cathéters | Codes couleur des cathéters | Codes couleur des cathéters | Codes couleur des cathéters | Codes couleur des cathéters | Codes couleur des cathéters | Codes couleur des cathéters |
| --------------------------- | --------------------------- | --------------------------- | --------------------------- | --------------------------- | --------------------------- | --------------------------- | --------------------------- |
| Largeur en Gauge            | 24                          | 22                          | 20                          | 18                          | 17                          | 16                          | 14                          |
| Couleur                     | Jaune                       | Bleu                        | Rose                        | Vert Vert/blanc             | Blanc                       | Gris                        | Orange marron               |
| Diamètre extérieur (mm)     | 0,7                         | 0,9                         | 1,1                         | 1,3                         | 1,5                         | 1,7                         | 2,2                         |
| Diamètre intérieur (mm)     | 0,4                         | 0,6                         | 0,8                         | 1,0                         | 1,1                         | 1,3                         | 1,7                         |
| Débit (ml/min)              | 13                          | 36                          | 61                          | 103/96                      | 128                         | 196                         | 343                         |
| Débit (l/h)                 | 0,78                        | 2,16                        | 3,66                        | 6,18/5,76                   | 10,68                       | 11,76                       | 20,58                       |
| Longueur (mm)               | 19                          | 25                          | 33                          | 33/45                       | 45                          | 50                          | 50                          |

## Complication
Une complication, le plus souvent immédiate, est la sortie du cathéter en dehors de la veine avec perfusion du liquide directement dans le tissu avoisinant. Elle peut être sans grande conséquence (autre que la nécessité de repiquer), se manifester par un simple œdème localisé ou par une douleur proche du point de ponction. Certains médicaments perfusés sont cependant irritants, pouvant causer jusqu'à une nécrose des tissus, ainsi une voie veineuse centrale sera certainement envisagé pour diminuer ce risque.
Il s'agit essentiellement d'une intolérance locale (veinite) pouvant aller jusqu'à l'occlusion de la veine par la formation d'un caillot (thrombose veineuse superficielle) et pouvant être accompagné de signes inflammatoires (tuméfaction, douleur, rougeur). Les veinites sont plus fréquentes lors du passage de certains médicaments et si la voie d'abord est la même depuis plus de trois jours, le risque augmentant avec cette durée.
Il peut survenir également une infection locale ou générale. La proportion d'accidents de ce type reste faible, de l'ordre de quelques cas pour 1000. 
Une injection d'air dans le système par mégarde pourrait conduire à une éventuelle embolie gazeuse.  

### Prévention
Plusieurs recommandations (publications faite par un panel d'experts nationaux ou internationaux) préconisent de changer systématiquement le cathéter tous les 2 à 4 jours,. 
Il existe notamment un contentieux entre les recommandations de la HAS, celles de la SRLF (Société de Réanimation en Langue Française) et la SF2H (Société Française d'Hygiène Hospitalière) : là où la HAS et la SRLF évoquent une durée maximale de 72h avant changement ou retrait d'une VVP, la SF2H annonce une durée allant jusqu'à 96h en l'absence de signes d'infection ou d'obstruction ,,.
Toutes ces sociétés savantes s'accordent néanmoins sur la nécessité de surveillance quotidienne du pansement et du point d'insertion du cathéter, ainsi qu'une réévaluation quotidienne de sa nécessité ou son retrait.

Cette attitude n'est cependant pas unanime et, dans certaines conditions, le changement "à la demande" et non pas systématique, ne provoque pas plus de complications,.